# El aire de un crimen
El aire de un crimen es una película española de drama estrenada el 28 de octubre de 1988, dirigida por Antonio Isasi-Isasmendi y protagonizada en los papeles principales por Francisco Rabal, Fernando Rey y Maribel Verdú.
Está basada en la novela homónima del escritor madrileño Juan Benet, publicada por la Editorial Planeta en 1980.
En la edición de 1988 del Festival Internacional de Cine de San Sebastián, Fernando Rey obtuvo el premio al mejor actor, por su interpretación tanto en El aire de un crimen como en Diario de invierno, de Francisco Regueiro.
La película estuvo nominada al mejor guion adaptado en la tercera edición (año 1989) de los Premios Goya, galardón que recayó finalmente en la película Jarrapellejos.

## Sinopsis
España, años 50. El cadáver de un desconocido aparece en la plaza de Bocentellas, un pueblo del mítico territorio de Región. Los habitantes pedirán ayuda al Capitán Medina, joven oficial al mando de un cercano fuerte militar, hasta la llegada del juez. La llegada de este y el levantamiento del cadáver, que ha sido cambiado por el de otro muerto, completarán una enrevesada trama iniciada semanas atrás por la huida de dos soldados del fuerte, la aparición de dos prostitutas, de un misterioso coronel y de unos turbios intereses económicos propios de la época.

## Reparto
- Francisco Rabal como Coronel Olvera.
- Maribel Verdú como La Chiqui.
- Germán Cobos como Amaro.
- Chema Mazo como Capitán Medina / Señor Vázquez.
- María José Moreno como La Tacón.
- Miguel Rellán como	Doctor Sebastián.
- Agustín González como Juez.
- Pedro Beltrán como	Alcalde
- Rafaela Aparicio como Tinacia Mazón.
- Ovidi Montllor como Domingo Cuadrado.
- Terele Pávez como Mujer peón.
- Pep Corominas como	El rubio.
- Arnau Vilardebó como Hijo de Amaro.
- Alfred Lucchetti como Peris.
- Paco de Osca como Peón.
- Ramoncín como Luis Barceló.
- Fernando Rey como Fayón.
- Carles Canut como	Cosario.
- Juan Margallo como	Mozo de la bodega.
- Manuel Bronchud como Sargento.
- Francisco Jarque como Modesto.
- Gabriel Latorre como Carmelo Vales.
- Maribel Chueca como Hija de Amaro.
- Luis Ciges
- Antonio Gamero como Vecino de Bocentellas.
- Pep Castells como Ventura Palacios.
- Marta Flores como	Dueña de la pensión.
- Josep Peñalver como Conserje.
- Llàtzer Escarceller como El cojo.
- Emilio Lacambra
- Pedro Avellaned
- Javier Gómez de Pablo